# Гіпертрихоз
Гіпертрихо́з (лат. hypertrichosis, грец. Ὑπερ та τριχός — надмірно + волосся)  — захворювання, яке проявляється в надмірному рості волосся, не властивому певній ділянці шкіри, не відповідному за статтю та / або віку.
Клінічно розрізняють вроджену (загальну і обмежену) та набуту форми гіпертрихозу.

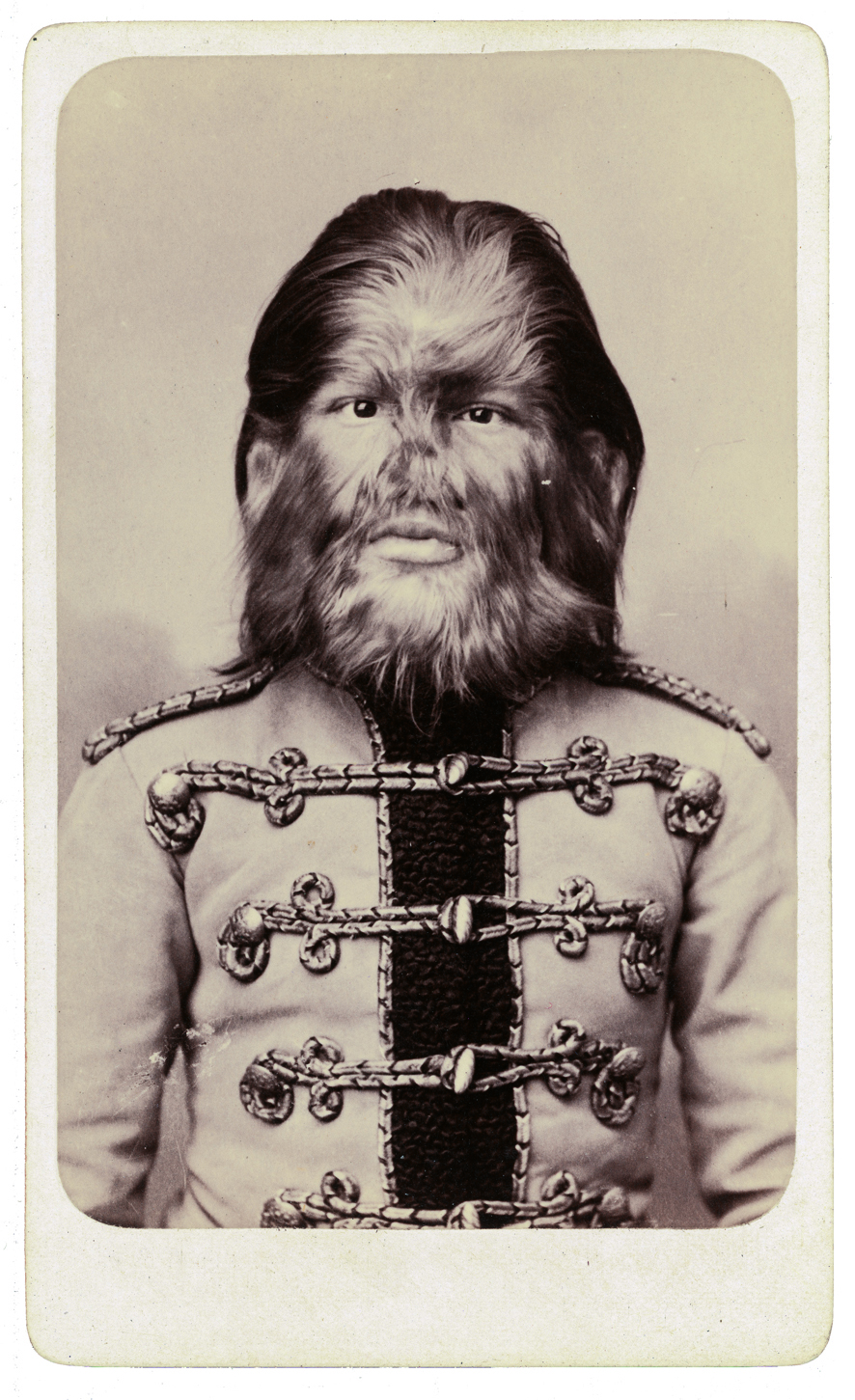
Євтіхієв Федір Адріанович (1864—1904).

Переважно захворювання жінок, але можуть бути уражені й чоловіки.